# Scary Movie 5
Scary Movie 5 je pokračování čtyř amerických komedií Scary Movie, natočený v roce 2013 pod vedením režiséra Malcolma D. Leeho. Tentokrát paroduje hlavně filmy Paranormal Activity, Mama, Lesní duch, Zrození Planety opic, Černá labuť, Počátek a Chata v horách. Objevují se zde i odkazy na film Den, kdy se zastavila Země a knihu Padesát odstínů šedi.

## Děj
Mladým manželům, Danovi (Simon Rex) a Jody (Ashley Tisdale), se narodí první dítě, jenže místo, aby se radovali z novorozence, musí se vypořádávat s narůstajícím množstvím nadpřirozených jevů, které se vyskytují v jejich domě. Když je pak začnou pronásledovat i mimo domov a ohrozí Jodiinu úspěšnou baletní kariéru i Danův výzkum opic, rozhodnou se s démonem začít bojovat. Přizvou si na to psychotroniky a psychiatry, kteří však v domě udělají ještě větší chaos.

## Zajímavosti
- Jedná se o první díl série, v němž se nevyskytuje žádná z hlavních postav předchozích dílů – Cindy Campbell (Anna Faris) ani Brenda Meeks (Regina Hall).
- Postavu Dana měl původně hrát Craig Bierko, ale nakonec ho nahradil Simon Rex. Ten je tak spolu s Charliem Sheenem a Molly Shannon jedním ze tří herců z předchozího dílu.
- V menších rolí se ve filmu objevili Snoop Dogg, Usher, Katt Williams a David Zucker.